# Ne Zha 2
Ne Zha 2 (Chinees: 哪吒之魔童闹海; pinyin: Nézhā zhī Mótóng Nàohǎi) is een Chinese computeranimatiefilm uit 2025, geregisseerd door Jiaozi. De film is losjes gebaseerd op de Ming-dynastie-roman Fengshen Yanyi (Investiture of the Gods) van Xu Zhonglin. De film is het rechtstreeks vervolg op Ne Zha uit 2019 en het derde deel van het "Fengshen Cinematic Universe".

## Stemverdeling
| Acteur        | Personage           |
| ------------- | ------------------- |
| Lü Yanting    | Nezha (als kind)    |
| Joseph Cao    | de volwassen Nezha  |
| Han Mo        | Ao Bing             |
| Lü Qi         | Madam Yin           |
| Yang Wei      | Shen Gongbao        |
| Zhang Jiaming | Taiyi Zhenren       |
| Wang Deshun   | Master xian Wuliang |
| Zhou Yongxi   | Aon Run             |

## Release en ontvangst
Ne Zha 2 ging op 29 januari 2025 (de eerste dag van het Chinees Nieuwjaar) in première in China.

### Kassaopbrengsten
Binnen drie dagen na de release in China behaalde de film aan de kassa 1,1 miljard yuan en was daarmee de eerste film die 1 miljard yuan (137 miljoen Amerikaanse dollars) opbracht tijdens het Chinese Nieuwjaar in 2025. Op 13 februari werd het de eerste film ooit die in eigen land 100 miljard yuan (US$ 1,37 miljard) opbracht.
Internationaal kende de film een soortgelijk succes aan de kassa, met name onder de Chinese diaspora in verschillende landen. Bij de première in Los Angeles op 12 februari waren de kaartjes in het TCL Chinese Theatre direct na de release uitverkocht. De film bracht in het openingsweekend in de Verenigde Staten 7,2 miljoen dollar op. Op 20 februari 2025 behaalde de film een opbrengst van meer dan 1,7 miljard dollar, daarmee het record verbrekend van Inside Out 2 en hij werd daardoor de meest succesvolle animatiefilm ooit.